# Владімір Надрхал
Владімір Надрхал (чеськ. Vladimír Nadrchal; нар. 4 березня 1938, Пардубиці, Чехословаччина) — чехословацький хокеїст (воротар) та тренер. З 2010 року член зали слави чеського хокею.

## Клубна кар'єра
У чемпіонаті Чехословаччини грав за «Динамо» із Пардубиць (1955-1957) та «Зетор» (1957-1974). Вісім разів здобував золоті нагороди національного чемпіонату (1958, 1960-1966). Всього в лізі провів 505 матчів. Завершував виступи на хокейному майданчику в команді другого дивізіону ТЕ «Простейов» (1974-1976). Перший з чехословацьких воротарів грав у пластиковій масці.

## Виступи у збірній
У складі національної збірної був учасником трьох Олімпіад (1960, 1964, 1968). В Інсбруку здобув бронзову нагороду, а через чотири роки у Греноблі — срібну.
Брав участь у восьми чемпіонатах світу та Європи (1958-1961, 1964, 1965, 1967, 1968). На світових чемпіонатах виграв три срібні (1961, 1965, 1968) та дві бронзові (1959, 1964) нагороди. На чемпіонатах Європи — одна золота (1961), дві срібні (1965, 1968) та три бронзові (1958, 1964, 1967) нагороди. В 1958 році був визнаний найкращим воротарем турніру. На чемпіонатах світу та Олімпійських іграх провів 28 матчів.

## Тренерська діяльність
По завершенні воротарської кар'єри працював помічником головного тренера та тренером воротарів у «Зеторі» (Брно). В сезоні 1988/89 очолював клуб.

## Нагороди та досягнення
| Нагороди                 | Команда        | Кіл. | Роки                                           |
| ------------------------ | -------------- | ---- | ---------------------------------------------- |
| Олімпійські ігри         |                |      |                                                |
| Срібло                   | Чехословаччина | 1    | 1968                                           |
| Бронза                   | Чехословаччина | 1    | 1964                                           |
| Чемпіонат світу          |                |      |                                                |
| Срібло                   | Чехословаччина | 3    | 1961, 1965, 1968                               |
| Бронза                   | Чехословаччина | 2    | 1959, 1964                                     |
| Чемпіонат Європи         |                |      |                                                |
| Золото                   | Чехословаччина | 1    | 1961                                           |
| Срібло                   | Чехословаччина | 2    | 1965, 1968                                     |
| Бронза                   | Чехословаччина | 3    | 1958, 1964, 1967                               |
| Чемпіонат Чехословаччини |                |      |                                                |
| Золото                   | «Зетор» (Брно) | 8    | 1958, 1960, 1961, 1962, 1963, 1964, 1965, 1966 |